# Jednostki harcerskie w Warszawie
Jednostki harcerskie w Warszawie – drużyny, gromady, szczepy, kręgi i inne jednostki organizacyjne harcerstwa na obszarze Warszawy.

## Numeracja
Powstające w Warszawie od 1910 drużyny harcerskie były kolejno numerowane. W okresie międzywojennym istniało w stolicy ok. 100 drużyn harcerskich. Generalnie można przyjąć, że drużyna o niższym numerze powstała wcześniej od tej o wyższym numerze, choć są wyjątki.
Przybliżona kolejność nadawania numerów:
- numery 1-40 - drużyny powstałe w latach 1911-1918
- numery 41-100 - drużyny powstałe w okresie międzywojennym, lata 1919-1939
- numery 101-350 - drużyny powstałe w latach 1944-1969
- numery od 351 - drużyny powstałe w okresie późniejszym

Z większych drużyn powstawały szczepy, które przejmowały ich numery. Zwykle szczep skupia kilka drużyn o tym samym numerze, np. w Szczepie 123 WDHiGZ może być gromada zuchowa 123 WGZ, drużyna harcerska 123 WDH i drużyna wielopoziomowa 123 WDHSiW. Niekiedy szczepy (działające np. przy dwóch szkołach) noszą podwójne numery, np. Szczep 12 i 140 WDHiZ "Promieniści".
Numery drużyn i szczepów zwykle związane były z miejscem działania danej drużyny lub szczepu, najczęściej z konkretną szkołą. Przy przenosinach szkoły pod inny adres często wędrowała z nią również drużyna harcerska, wraz z numerem. Drużyna reaktywowana po przerwie przyjmowała numer dawnej drużyny z tej szkoły.
Niektóre numery były zdublowane, w przypadku najstarszych drużyn wynika to z oddzielnej kiedyś numeracji drużyn męskich i żeńskich, np. funkcjonowały 14 WDH im. J.K. Chodkiewicza (męska) na Żoliborzu i po wojnie na Powiślu, oraz 14 WŻDH (żeńska), późniejsza Błękitna Czternastka - na Mokotowie.
Na ogół jednak dość rygorystycznie przestrzegano zasady, aby nowo powstałym drużynom nie nadawać numerów drużyn z innej części miasta, istniały przypadki "korekt" numerów. W wielu wypadkach można było, nawet przez dziesięciolecia, łatwo identyfikować harcerzy - ich numer drużyny, barwy chust - z hufcem i szkołą. Współcześnie niestety nie przestrzega się tych zasad tak ściśle: drużyny o tym samym numerze działają w kilku szkołach, istnieją też, stosunkowo nieliczne, przypadki dublowania numeracji drużyn w różnych hufcach i organizacjach.

## Nazewnictwo i oznaczanie jednostek

### Zasady nazewnictwa jednostek
W 1958 wprowadzono Instrukcję wewnętrzną w sprawie nazw drużyn i szczepów w Chorągwi Warszawskiej, zgodnie z którą:
- Numery nadawała drużynom komenda chorągwi na wniosek właściwej komendy hufca.
- Drużyny o tym samym numerze miały mieć dodatkowo w nazwie wymienioną barwę drużyny, np. ... Błękitna Warszawska Drużyna Harcerzy, nazwa skrócona powinna zawierać również skrót barwy.
- Drużyny próbne były ewidencjonowane w hufcach i zamiast numeru nosiły oznaczenia literowe.
- Szczepy, złożone z kilku drużyn, miały nosić nazwę zatwierdzaną przez komendę chorągwi na wniosek komendy hufca.
- Również plutony w dużych drużynach miały nosić nazwy[2].

Poniżej gwiazdką (*) oznaczono skróty i nazwy zgodne z tą instrukcją.
Oddzielna instrukcja - Regulamin o obowiązkach i prawach drużyn wędrowniczych regulowała nazewnictwo drużyn wędrowniczych. Pełna nazwa drużyny wędrowniczej obejmować miała numer drużyny, określenie wędrowników lub wędrowniczek i nazwisko bohatera drużyny. Dwiema gwiazdkami (**) oznaczono skróty przewidziane w tej instrukcji.

### Skróty
Stosowane są następujące nazwy i skróty jednostek:

#### Zuchy
- WDZ - Warszawska Drużyna Zuchowa (do lat 90.)
- WDZ-ch - Warszawska Drużyna Zuchów-chłopców* (dawniej)
- WDZ-dz - Warszawska Drużyna Zuchów-dziewcząt* (dawniej)
- WGZ - Warszawska Gromada Zuchowa
- WGZ-ek - Warszawska Gromada Zuchenek (przeważnie w ZHR)

#### Harcerze
- WDH - Warszawska Drużyna Harcerska (w okresie międzywojennym zwykle męska, później dowolnie: męska, żeńska lub koedukacyjna)
- WDH-a - Warszawska Drużyna Harcerska* (dziś rzadko, w latach 50. i 60. oznaczano tak drużyny koedukacyjne dla odróżnienia od męskich lub żeńskich)
- WDH-y - Warszawska Drużyna Harcerzy* (męska)
- WDH-ek - Warszawska Drużyna Harcerek* (żeńska)
- WŻDH - Warszawska Żeńska Drużyna Harcerska (w okresie międzywojennym)

#### Harcerze starsi, wędrownicy, drużyny wielopoziomowe
- WDHS - Warszawska Drużyna Harcerzy Starszych
- WDHWw - Warszawska Drużyna Harcerzy-Wędrowników**
- WDHWek - Warszawska Drużyna Harcerek-Wędrowniczek**
- WDHWa - Warszawska Drużyna Harcerska-Wędrownicza**
- WDS - Warszawska Drużyna Starszoharcerska
- WDW - Warszawska Drużyna Wędrownicza (współcześnie)
- WDW-ek - Warszawska Drużyna Wędrowniczek (przeważnie w ZHR)
- WDHSiW - Warszawska Drużyna Harcerzy Starszych i Wędrowników

#### Przykłady oznaczeńspecjalności, tytułów, drużynNieprzetartego Szlaku
- GWDH - Grunwaldzka Warszawska Drużyna Harcerska
- HGR - Harcerska Grupa Ratownicza
- HKG - Harcerski Klub Górski
- HKT - Harcerski Klub Turystyczny
- HZA - Harcerski Zespół Artystyczny
- WDH NS - Warszawska Drużyna Harcerska Nieprzetartego Szlaku
- WDW HSG - Warszawska Drużyna Wędrownicza Harcerskiej Służby Granicznej
- WGDW - Warszawska Grunwaldzka Drużyna Wędrownicza
- WLDH-y - Warszawska Lotnicza Drużyna Harcerzy
- WWDH - Warszawska Wodna Drużyna Harcerska
- WWDW - Warszawska Wodna Drużyna Wędrownicza

#### Szczepy
- Szczep 123 WDH - Szczep 123 Warszawskich Drużyn Harcerskich
- Szczep 123 WDHiGZ - Szczep 123 Warszawskich Drużyn Harcerskich i Gromad Zuchowych
- Szczep 123 WDHiZ - Szczep 123 Warszawskich Drużyn Harcerskich i Zuchowych  (do lat 90., obecnie także w hufcach Mokotów i Ursus-Włochy oraz w ZHR)
- Szczep 123 WDHSPS - Szczep 123 Warszawskich Drużyn Harcerskiej Służby Polsce Socjalistycznej (w latach 70. w szkołach średnich)

#### Kręgi instruktorskie, starszyzny i akademickie
- KI - Krąg Instruktorski
- MKI - Młodzieżowy Krąg Instruktorski (w latach 60. i 70.)
- WKA - Warszawski Krąg Akademicki

### Nazwy własne
Niektóre drużyny i szczepy używają numerów jako nazw własnych, np. Czarna Jedynka, Szesnastka. Inne przyjmują własne nazwy, które są znane bardziej niż ich numery, np. Commando (94 WDH), Mazowsze (Szczep 273 WDHiGZ), Pomarańczarnia (Szczep 23 WDHiGZ), Polanie (Szczep 62 WDHiGZ), Promieniści (Szczep 12 i 140 WDH).